# Красненский сельсовет (Гомельская область)
Красненский сельсовет (бел. Кра́сненскі сельсавет) — административная единица на территории Гомельского района Гомельской области Республики Беларусь. Административный центр — агрогородок Красное.

## История
В 1919 году в Гомельской волости Гомельского уезда был образован Титенский сельский Совет рабочих, крестьянских и красноармейских депутатов с центром в д. Титенки. В 1939 году центр сельсовета перенесён в д. Красное.
Названия:
- с 1919 — Титенский сельский Совет рабочих, крестьянских и красноармейских депутатов
- с 5.12.1936 — Титенский сельский Совет депутатов трудящихся
- с 30.4.1948 — Красненский сельский Совет депутатов трудящихся
- с 7.10.1977 — Красненский сельский Совет народных депутатов
- с 15.3.1994 — Красненский сельский Совет депутатов[3].

Административная подчинённость:
- с 1919 — в Гомельской волости Гомельского уезда
- с 8.12.1926 — в Гомельском районе
- с 10.2.1931 — в Гомеле
- с 27.7.1937 — в Гомельском районе[3].

Слобода Новая Мильча (Новая Мильча), относившаяся к Гомельскому уезду, в последующем входила в состав Красненского сельсовета Гомельского района Гомельской области; с февраля 1983 года исключена из учётных данных, включена с состав Железнодорожного района Гомеля (с 1983 года в границах Гомеля).

## Состав
Красненский сельсовет включает 6 населённых пунктов:
- Забияка — посёлок
- Красное — агрогородок
- Красный Богатырь — посёлок
- Мичуринская — агрогородок
- Новая Мильча — деревня
- Пролетарий — посёлок